# Škrabky
Škrabky jsou lokalitou v městské části Děčín IV - Podmokly. Někdy bývá uváděna pod označením Škrabky-Žlíbek. Část zvaná Žlíbek je oddělena od Škrabek skalnatou strží dnes přemostěnou železobetonovým mostem. Na oficiálních adresách se názvy Škrabky ani Žlíbek neužívají.

## Historie
Osada Škrabky (německy Bösegründel – česky doslova Zlý žlíbek) vznikla v roce 1545 rozdělením selského dvora. Tato osada byla společensky a zejména komunikačně propojena s obcí Bělá, ale správou spadala pod rychtu ve Weiheru. V roce 1620 zde bylo 6 zahradníků. V roce 1654 zde byly čtyři domy a v roce 1713 sedm rodin. V roce 1787 zde bylo devět domů a v roce 1833 deset domů s 54 obyvateli. Vinou omezené možnosti výstavby a špatného přístupu místa vzrostl počet domů do roku 1910 pouze na 13 se 139 obyvateli. To se výrazně změnilo po 1. sv. válce díky vybudování nové přístupové silnice (ulice Na Výšinách) a přemostění skalnaté strže. Tak se počet domů v roce 1930 zdvojnásobil na 26 a počet obyvatel dosáhl 218, v čemž je zahrnuta i nově vzniklá lokalita Žlíbek. V téže době byl na Škrabkách budován nový městský hřbitov. Poválečné statistiky zahrnují demografické údaje do údajů Podmokel. Ve druhé polovině 20. století si lokalita zachovala rezidenční charakter a od sedmdesátých zde probíhá intenzivní výstavba rodinných domků, zejména ve Žlíbku na louce zvané „Rakušanovka“. Dochází tak k postupnému propojení Žlíbku s lokalitou Červený vrch.

## Omyly
Městské dopravní podniky pojmenovaly jako „Žlíbek“ autobusovou zastávku na území Dolního Oldřichova na Teplické ulici u odbočky do ulice Na Výšinách, která je součástí Žlíbku. Proto řada obyvatel Děčína mylně považuje za Žlíbek tuto část Dolního Oldřichova.
Další omyl se vyskytuje na katastrálních mapách ČÚZK v měřítku 1 : 2880 a větším. Zde se název Žlíbek objevil v horní části městské části Přípeř, což není podloženo žádným historickým názvem.

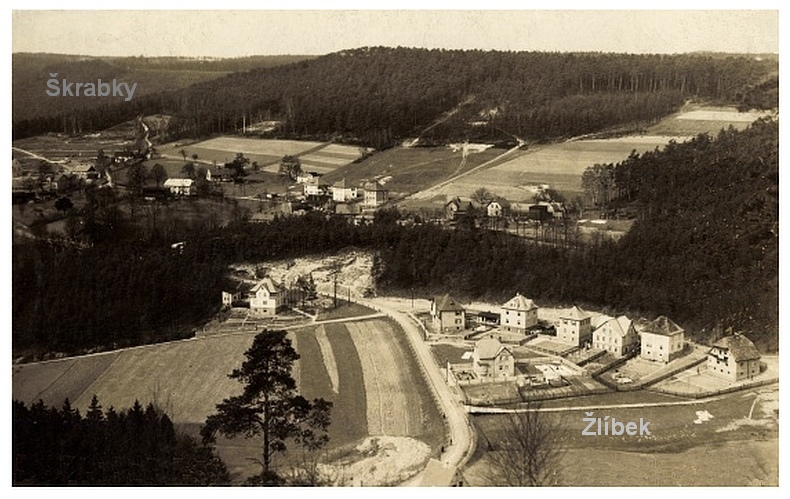
Pohled na Škrabky v roce 1928
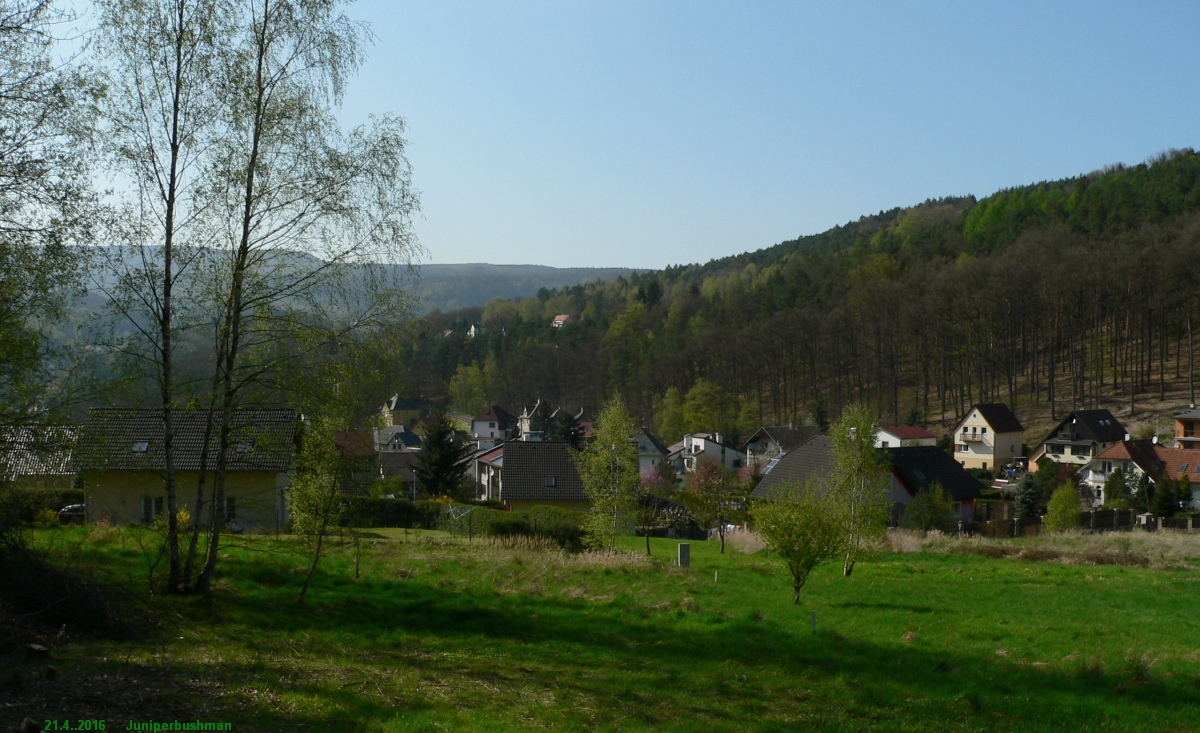
Nová výstavba ve Žlíbku, v pozadí Škrabky.